# Camembert

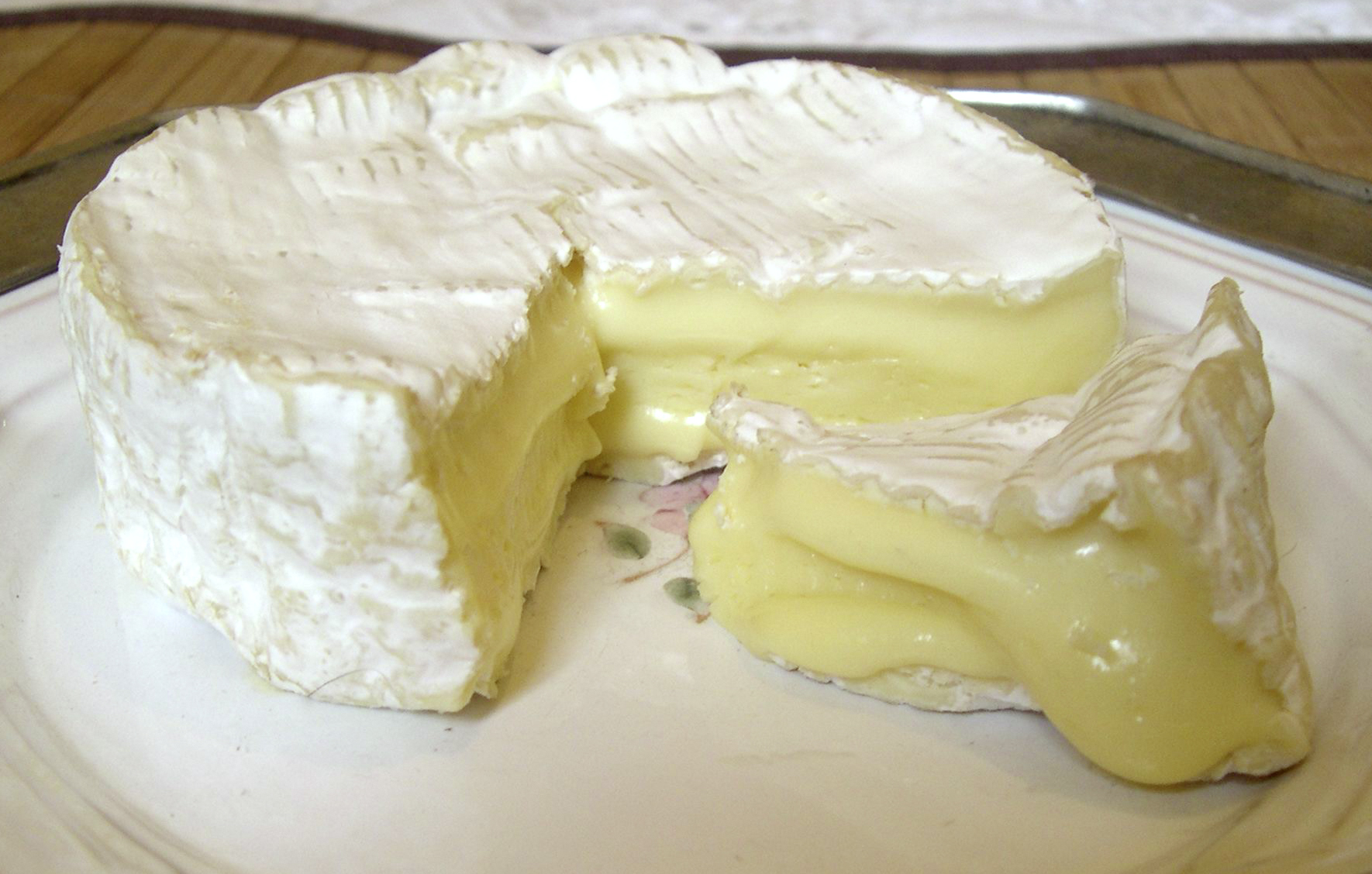
Camembert från Normandie.

Camembert är en fransk dessertost. Det är en mjuk vitmögelost med vitt kittskal. Osten skall ha uppfunnits av Marie Harel 1791 och är uppkallad efter byn Camembert i Normandie. I osten används mögelsvamparna Penicillium camemberti och Penicillium candida.
I Frankrike skiljer man ofta på camembert gjord på pastöriserad mjölk och sådan gjord på opastöriserad mjölk (camembert au lait cru). Den sistnämnda är dyrare men kan vara betydligt smakrikare. I vissa länder är det dock förbjudet att sälja ost gjord på opastöriserad mjölk, då icke-pastöriserade mjölkprodukter kan innehålla skadliga bakterier. I Sverige är i princip all camembert som säljs gjord på pastöriserad mjölk. Den ost som går under namnet Camembert de Normandie är ursprungsskyddad i Frankrike, och den måste komma från Normandie och vara gjord på opastöriserad mjölk.